# Solieria reclinervis
Solieria reclinervis är en tvåvingeart som först beskrevs av Jean-Baptiste Robineau-Desvoidy 1863.  Solieria reclinervis ingår i släktet Solieria och familjen parasitflugor.
Artens utbredningsområde är Frankrike. Inga underarter finns listade i Catalogue of Life.